# Walter Bluhm
Walter Max Bluhm (* 5. August 1904 in Rixdorf; † 1. Dezember 1976 in München), auch bekannt als Walter Blühm, war ein deutscher Schauspieler und Synchronsprecher. Seine Stimme wurde insbesondere durch die Laurel-und-Hardy-Filme (als Stimme von Stan Laurel) und die britischen Miss-Marple-Verfilmungen (als Stimme von Mr. Stringer) bekannt.

## Theater
Walter Bluhm wurde als Sohn des Buchhändlers Wilhelm Bluhm und dessen Ehefrau Cordula, geborene Mathieu, in Rixdorf, dem heutigen Berlin-Neukölln, geboren. Nach dem Besuch des Kaiser-Friedrich-Gymnasiums absolvierte Bluhm zunächst eine Buchhändler-Lehre. 1924/25 ließ er sich schließlich an Max Reinhardts Seminar in Berlin zum Schauspieler ausbilden. 1924 debütierte er als Mohrenknabe in einer Aufführung von William Shakespeares Der Kaufmann von Venedig in Berlin. Es folgten Bühnenstationen in Stuttgart (Württembergische Wanderbühne), Darmstadt (Landestheater), Reußisches Theater Gera und Berlin (Dr.-Robert-Klein-Bühnen, Staatstheater, Volksbühne). Am 31. März 1937 heiratete er Charlotte Hepprich (1908–2001).
Nach dem Zweiten Weltkrieg, den Bluhm von 1939 bis 1945 als Frontsoldat erlebte, kehrte er in Berlin im August 1945 im Theater am Schiffbauerdamm auf die Bühne zurück. Bluhm spielte auch an anderen Berliner Bühnen sowohl komische Chargenrollen als auch tragische Helden wie den George in John Steinbecks Von Mäusen und Menschen (Schloßpark-Theater, 1948), den Schmock in Gustav Freytags Journalisten (Schillertheater, 1954) und den Mollfels in Christian Dietrich Grabbes Scherz, Satire, Ironie und tiefere Bedeutung (Schloßpark-Theater, 1955).

## Film
Nach einigen Auftritten in Kurzfilmen von Oskar Fischinger (Studie Nr. 10) und Leopold Lindtberg (Wenn zwei sich streiten, 1932) gab Bluhm 1934 in Robert A. Stemmles Literaturverfilmung Glückspilze sein Spielfilmdebüt. In den Folgejahren fand er bei der UFA ein reiches Betätigungsfeld. Bluhm spielte neben Heinrich George in der Gerhart-Hauptmann-Verfilmung Der Biberpelz, neben Ralph Arthur Roberts in Der Maulkorb (nach Heinrich Spoerl), in Frank Wisbars Gottfried-Keller-Verfilmung Das Fähnlein der sieben Aufrechten, unter der Regie von Boleslaw Barlog in Seinerzeit zu meiner Zeit sowie unter der Regie des umstrittenen Karl Ritter in Pour le Mérite.
Nach Kriegsende erhielt Bluhm schnell erneut Aufgaben beim Film. Zunächst wirkte er bei DEFA-Produktionen wie Gerhard Lamprechts Irgendwo in Berlin und Kurt Maetzigs Die Buntkarierten mit, nach 1949 nur noch in bundesdeutschen Produktionen. Bluhm verkörperte zumeist leidgeprüfte, ängstliche und feinsinnige Charaktere. Zu seinen bekanntesten Filmen zählen Robert A. Stemmles Nachkriegssatire Berliner Ballade (mit Gert Fröbe als Otto Normalverbraucher), Robert Siodmaks Kinoversion Die Ratten nach Gerhart Hauptmanns gleichnamigem Drama (mit Maria Schell und Curd Jürgens), Josef von Bákys Drama Hotel Adlon, Eduard von Borsodys Abenteuerfilm Liane, das Mädchen aus dem Urwald, der Jerry-Cotton-Thriller  Mordnacht in Manhattan und Harald Reinls Die unsichtbaren Krallen des Dr. Mabuse.

## Fernsehen
Ab Mitte der 1960er-Jahre wandte sich Bluhm verstärkt der Arbeit beim Fernsehen zu. Er spielte in Fernsehfassungen bekannter Bühnenstücke wie Tirso de Molinas Don Gil von den grünen Hosen (Regie: Boleslaw Barlog), in anspruchsvollen Fernsehfilmen wie Karl Fruchtmanns Kriegsdrama Kaddisch nach einem Lebenden, in Literaturverfilmungen wie Eugen Yorks Spätsommer (nach Max Dreyers Novelle Altersschwach) und Wolfgang Staudtes Die Person (nach Manfred Bieler), im Krimi-Mehrteiler Der rote Schal (nach Wilkie Collins), in Boulevardkomödien wie Wecken Sie Madame nicht auf! (Regie: Wolfgang Spier) sowie Fernsehserien wie Derrick. 1970 spielte er als gutmütiger, wenngleich griesgrämiger Theaterinspizient neben Grethe Weiser eine der Hauptrollen in der Vorabendserie Theatergarderobe. Ebenfalls eine Hauptrolle hatte er als Nachtportier Warkusch in der Vorabendserie Unter einem Dach inne, die von 1974 bis 1976 im Programm der ARD ausgestrahlt wurde. In Korbinian Köberles Fernsehfilm Herr der Schöpfung (1976; u. a. mit Michael Degen) wirkte Bluhm bereits deutlich von seiner schweren Krebserkrankung gezeichnet. Es sollte seine letzte Produktion werden – am 1. Dezember desselben Jahres erlag er in München dieser Krankheit.

## Synchronisation
Einem breiten Publikum ist Bluhm nicht zuletzt durch seine hohe und nasale Stimme in Erinnerung, die ihn zu einem gefragten und vielbeschäftigten Synchronsprecher gemacht hatte. 1936 wurde er bei einem von den Metro-Goldwyn-Mayer-Studios veranstalteten Stimmcasting als Synchronsprecher des Komikers Stan Laurel für die deutsche Fassung von Bonnie Scotland (Wir sind vom schottischen Infanterieregiment, späterer deutscher Titel: Die tapferen Schotten) ausgesucht. Von da an wurde Bluhm zum deutschen Standardsprecher für Laurel. Wie bei kaum einer anderen Paarung von Hollywoodstar und Synchronsprecher wurde Bluhm bis auf wenige Ausnahmen für alle Eindeutschungen Laurels eingesetzt, im Falle des Filmes Way Out West (Zwei ritten nach Texas, späterer deutscher Titel: Im fernen Westen) sogar für vier verschiedene deutsche Fassungen, die mit einem Abstand von insgesamt 38 Jahren entstanden (1937, 1952, 1965 und 1975).
Daneben lieh Bluhm auch anderen international bekannten Schauspielern wie Bourvil (Die Abenteuer der drei Musketiere), Jack Elam (Der 4. Mann), Buster Keaton (Buster Keaton in Wildwest), Peter Lorre (Welt der Sensationen, In 80 Tagen um die Welt) und Burgess Meredith (Der Kardinal, Sturm über Washington) seine markante Stimme. Populär war er auch als Sprecher des Mr. Stringer (Stringer Davis) in insgesamt fünf Kriminalfilmen nach Agatha Christie (16 Uhr 50 ab Paddington, Der Wachsblumenstrauß, Mörder ahoi!, Vier Frauen und ein Mord und Die Morde des Herrn ABC) sowie als glückloser ägyptischer Architekt Numerobis im Zeichentrickfilm Asterix und Kleopatra, als Maus Jaques in Walt Disneys Cinderella und Professor Bienlein in Tim und der Haifischsee. Außerdem lieh er in Spielfilmen Der Zauberer von Oz dem Blechmann, in Meuterei auf der Bounty dem Erzähler und Botaniker William Brown seine Stimme.

## Filmografie (Auswahl)

### Film
- 1935: Glückspilze
- 1935: Hermine und die sieben Aufrechten
- 1937: Der Biberpelz
- 1938: Der Maulkorb
- 1938: Pour le mérite
- 1939: Brand im Ozean
- 1944: Seinerzeit zu meiner Zeit
- 1944: Der grüne Salon
- 1945: Der Mann im Sattel (UA: 2000)
- 1946: Irgendwo in Berlin
- 1948: Berliner Ballade
- 1949: Die Buntkarierten
- 1955: Herr über Leben und Tod
- 1955: Du darfst nicht länger schweigen
- 1955: Die Ratten
- 1955: Hotel Adlon
- 1955: Liebe, Tanz und 1000 Schlager
- 1955: Das Sandmännchen
- 1955: Dornröschen
- 1955: Alibi
- 1956: Du bist Musik
- 1956: Studentin Helene Willfüer
- 1956: Ein Mann muß nicht immer schön sein
- 1956: Liane, das Mädchen aus dem Urwald
- 1958: Petersburger Nächte
- 1959: Aus dem Tagebuch eines Frauenarztes
- 1959: Alt Heidelberg
- 1961: Liane, die Tochter des Dschungels
- 1962: Die unsichtbaren Krallen des Dr. Mabuse
- 1965: Mordnacht in Manhattan
- 1970: Unter den Dächern von St. Pauli

### Fernsehen
- 1958: Mylord weiß sich zu helfen
- 1964: Don Gil von den grünen Hosen
- 1964: Ein langer Tag
- 1966: Spätsommer (mit Martin Held)
- 1966/1968: Wilhelmina
- 1968: Mord in Frankfurt
- 1968: Landarzt Dr. Brock: Automarder
- 1969: Kaddisch nach einem Lebenden
- 1970: Die Person
- 1970: Theatergarderobe
- 1973: Der rote Schal
- 1974: Wecken Sie Madame nicht auf
- 1974: Autoverleih Pistulla: Die Flaschenpost
- 1974–1976: Unter einem Dach (36 Folgen)
- 1975: Die Stadt im Tal
- 1975: Unsere Penny: Mister Opa Jansen
- 1976: Derrick: Kalkutta
- 1976: Der Herr der Schöpfung
- 1976: Pariser Geschichten
- 1977: Pfarrer in Kreuzberg: Der alte Herr Voss

## Theater
- 1935: Jochen Huth: Der goldene Kranz – Regie: Hermann Albert Schröder (Theater Volksbühne am Horst-Wessel-Platz Berlin)
- 1935: Friedrich Lindemann: In Luv und Lee die Liebe – Regie: Bernhard zu Solms-Laubach (Theater Volksbühne am Horst-Wessel-Platz Berlin)
- 1937: Otto Bielen: Kleines Bezirksgericht – Regie: Günther Haenel (Theater Volksbühne am Horst-Wessel-Platz Berlin)
- 1943: Fritz Knöller: Mirandolina – Regie: Richard Weichert (Theater Volksbühne am Horst-Wessel-Platz Berlin)
- 1946: John Cecil Holm, George Abbott: Drei Mann auf einem Pferd (Erwin Trowbridge) – Regie: Boleslaw Barlog (Schlosspark Theater Berlin)
- 1946: William Shakespeare: Wie es euch gefällt – Regie: Boleslaw Barlog (Schlosspark Theater Berlin)
- 1947: William Shakespeare: Der Widerspenstigen Zähmung (Tranio) – Regie: Boleslaw Barlog (Schlosspark Theater Berlin)
- 1948: John Steinbeck: Von Mäusen und Menschen (George) – Regie: Willi Schmidt (Schlosspark Theater Berlin)
- 1948: Carl Zuckmayer: Des Teufels General (Jüngerer Arbeiter) – Regie: Boleslaw Barlog (Schlosspark Theater Berlin)
- 1949: Bella Spewack, Sam Spewack: Glück in Hollywood (Autor) – Regie: Boleslaw Barlog (Schlosspark Theater Berlin)
- 1949: Molière: Der Menschenfeind (Dubois) – Regie: Lothar Müthel (Schlosspark Theater Berlin)
- 1952: Ulrich Becher: Samba – Regie: Ludwig Berger (Schlosspark Theater Berlin)
- 1954: Otto Justinus, Heinrich Wilken: Kyritz Pyritz – Regie: Wolfgang Spier (Schlosspark Theater Berlin)
- 1955: Christian Dietrich Grabbe: Scherz, Satire, Ironie und tiefere Bedeutung – Regie: Heinrich Koch (Schlosspark Theater Berlin)
- 1955: Gustav Freytag: Die Journalisten – Regie: Franz Reichert (Schiller Theater Berlin)
- 1956: Carl Zuckmayer: Das kalte Licht (Friedländer) – Regie: Boleslaw Barlog (Schiller Theater Berlin)
- 1957: Walter Hasenclever: Ein besserer Herr – Regie: Hans Lietzau (Schiller Theater Berlin)
- 1957: Marcel Pagnol: Gottes liebe Kinder – Regie: Boleslaw Barlog (Schiller Theater Berlin)
- 1958: Georg Kaiser: Papiermühle – Regie: Walter Henn (Schlosspark Theater Berlin)
- 1958: Jean Giraudoux: Impromptu – Regie: Willi Schmidt (Schlosspark Theater Berlin)
- 1958: Jean Giraudoux: Der Apollo von Bellac – Regie: Willi Schmidt (Schlosspark Theater Berlin)
- 1958: Georges Schehadé: Die Geschichte von Vasco – Regie: Paul Verhoeven (Schiller Theater Berlin)
- 1960: Boris Vian: Die Reichsgründer oder Das Schmürz (Bluhm) – Regie: Günther Sauer (Schiller Theater Berlin – Werkstatt)
- 1961: Agustín Moreto: Doña Diana – Regie: Walter Henn (Schiller Theater Berlin)
- 1962: William Shakespeare: Wie es euch gefällt – Regie: Boleslaw Barlog (Schiller Theater Berlin)
- 1964: Joseph von Eichendorff: Die Freier – Regie: Boleslaw Barlog (Schiller Theater Berlin)
- 1964: Gotthold Ephraim Lessing: Nathan der Weise – Regie: Boleslaw Barlog (Schiller Theater Berlin)
- 1965: Molière: Der eingebildete Kranke – Regie: Fritz Kortner (Schiller Theater Berlin)
- 1966: Georg Büchner: Leonce und Lena – Regie: Boleslaw Barlog (Schlosspark Theater Berlin)
- 1968: Jean-Paul Sartre nach Alexandre Dumas: Kean – Regie: Hansjörg Utzerath (Freie Volksbühne Berlin)
- 1971: Akardy Leokum: Freunde – Feinde – Regie: Max Peter Ammann (Thalia-Theater Zug)

## Hörspiele (Auswahl)
- 1948: John Steinbeck: Von Menschen und Mäusen (George) – Regie: Günther Schnabel (NWDR)
- 1948: Albert Maltz: Im Land des Glücks – Regie: Carlheinz Riepenhausen (Berliner Rundfunk)
- 1949: Friedrich Karl Kaul: Der Weg ins Nichts (Fritz Bonderson) – Regie: Alfred Braun (Berliner Rundfunk)
- 1956: Heinz Oskar Wuttig: Columbushaus (Oskar) – Regie: Hanns Korngiebel (RIAS Berlin)
- 1964: Alice Berend: Frau Hempels Tochter. Damals war’s – Geschichten aus dem alten Berlin (Wilhelm Hempel) (Geschichte Nr. 2 in 10 Folgen) – Regie: Ivo Veit (RIAS Berlin)
- 1976: Michael Ende: Momo (1. und 2. Teil) (Beppo Straßenkehrer) – Regie: Heinz-Günter Stamm (Phonogram)
- 1976: Heinrich Goertz: Joachimstaler '35 (Wohlrab) – Regie: Wolfgang Wölfer (SFB)

## Ehrung
1963 wurde er zum Berliner Staatsschauspieler ernannt.